# Mohammed Daoud Oudeh
Mohammad Oudeh, (in arabo  محمد عودة‎?, ossia, più correttamente, Muhammad ʿAwda), meglio noto come Abū Dāwūd (in arabo أبو داود‎?), (Gerusalemme, 1937 – Damasco, 3 luglio 2010), è stato un terrorista palestinese, leader del gruppo Settembre Nero, l'organizzazione terroristica appartenente all'OLP, che nel 1972 portò a compimento il massacro di Monaco di Baviera.

## Biografia
È diventato famoso al più vasto pubblico per avere scritto Memoria di un terrorista palestinese, un libro in cui ammette il suo coinvolgimento nel massacro di Monaco. Ha chiesto al presidente dell'Autorità Nazionale Palestinese (ANP), Mahmūd Abbās, di poter tornare in patria dall'esilio in Siria, senza trovare una risposta positiva.
È deceduto nel 2010 all'età di 73 anni a causa di un problema renale.

## Ammissioni su Settembre Nero
Mohammed Dawud Oudeh, noto anche come Abū Dāwūd (Abu Daud), è stato un affiliato operativo di Settembre Nero e un ex membro anziano dell'OLP, il quale, secondo un articolo del 1972 apparso sul quotidiano giordano al-Dustūr (La costituzione), disse alla polizia giordana: "Non esiste una organizzazione Settembre Nero. Il Fatḥ annuncia le sue operazioni con questo nome, così che non appaia come esecutore diretto dell'operazione".
Un documento del marzo 1973, pubblicato nel 1981 dal Dipartimento di Stato degli Stati Uniti d'America, sembra indicare che al-Fatḥ fosse l'organizzazione-madre da cui era nato Settembre Nero.
In un'intervista del 2006 - realizzata dalla redazione del programma La storia siamo noi, andata in onda su Rai 3 - Abu Daud, riferendosi all'agguato di Monaco, ha dichiarato: "Non lo farei come lo feci allora, lo farei meglio. Se potessi tornare indietro non rapirei degli atleti israeliani, ma la stessa Golda Meir. Così avremmo potuto avere un migliore impatto sull'opinione pubblica internazionale. D'altra parte se avessimo ucciso Golda Meir avremmo fatto un favore prima di tutto agli israeliani, e poi ai palestinesi, perché si sarebbero risparmiate tante vittime"..

## Etimologia del nome di battaglia
Daoud (Dāwūd) è un nome proprio di persona maschile, equivalente arabo al nome del profeta biblico David, considerato profeta anche dall'Islam.